# Peterhof (Russia)
Peterhof (in russo Петергоф?, Petergof), chiamata dal 1944 al 1997 Petrodvorec (in russo Петродворец?), è una città della Russia che si trova nella giurisdizione di San Pietroburgo, capoluogo del Petrodvorcovyj rajon. Fondata nel 1705 su ordine di Pietro il Grande la città si affaccia sul golfo di Finlandia ed è celeberrima per il complesso di palazzi e giardini fatti costruire da Pietro il Grande e noti come la "Versailles russa".

## Strutture
- Campus dell'università statale di San Pietroburgo
- Raketa, fabbrica di orologi
- tenuta Michajlovka
- Gran Palazzo